# Enrique Funes
Enrique López Funes (Nájera, 1851-Las Palmas de Gran Canaria, 1904) fue un escritor español.

## Biografía
Nacido el 31 de diciembre de 1851 en Nájera, fue más conocido por su segundo apellido. Fue militar en la guerra carlista y en Cuba. Cultivó la crítica y colaboró en publicaciones periódicas como La Ilustración Española y Americana y La Revista Teatral de Cádiz (1898). Falleció el 6 de junio de 1904 en Las Palmas.
Entre sus obras se encontraron títulos como El Arte y sus tendencias contemporáneas (discurso), Confidencias (epístola en tercetos), Refrán de Apeles (comedia en verso), Últimas escenas (drama en verso, 1882), La prudencia en la mujer (refundición de Tirso) y El mejor juez de conciencia (monólogo, 1903).